# Godofredo II de Lovaina
Godofredo II (h. 1110 - 13 de junio de 1142) fue el conde de Lovaina, landgrave de Brabante por herencia desde 23 de enero de 1139. Era el hijo de Godofredo I e Ida de Chiny. También era duque de Baja Lorena (como Godofredo VII), y como tal margrave de Amberes, por nombramiento en 1139 después de la muerte del duque Valerán.
Estuvo primero asociado con su padre en 1136, cuando llevó por primera vez el título ducal. Esto fue confirmado por Conrado III de Alemania, quien se había casado con la hermana de la esposa de Godofredo. Valerán dejó un hijo, Enrique II de Limburgo, quien afirmó los derechos ducales de su padre. Godofredo y Enrique entraron en una guerra en la que el último quedó rápida y totalmente destruido. Godofredo no disfrutó de su victoria. Murió por una enfermedad del hígado dos años después. Fue enterrado en la iglesia de San Pedro en Lovaina. 
Se casó con Lutgarda, hija de Berengar II de Sulzbach y hermana de Gertrudis de Sulzbach, esposa de Conrado III, y Berta, esposa de Manuel I Comneno, el emperador de Bizancio. Le sucedió su hijo Godofredo III en los dos países y el ducado.